# Chutes Stirling
Pour les articles homonymes, voir Stirling.
Les chutes Stirling, en anglais Stirling Falls, sont une chute d'eau côtière de Nouvelle-Zélande qui se jette dans Milford Sound, un fjord de la mer de Tasman.